# عصوية ذهبية فولية سودانية
عصوية ذهبية فولية سودانية (الاسم العلمي: Chryseobacterium arachidis) هي نوع من البكتيريا، سلبية الغرام، تتبع جنس عصوية ذهبية.